# Oceanospirillaceae
Die Oceanospirillaceae sind eine Familie der Proteobacteria. Die Mehrzahl der Arten kommt im Salzwasser vor. Der Name beruht auf dem lateinischen Wort „Oceanus“ (Ozean) und dem griechischen Wort „spira“ (spiral) und deutet auf den Lebensort der meisten Arten und den meist spiralförmigen Zellen hin.

## Merkmale

### Erscheinungsbild
Die Zellen der Arten der Oceanospirillaceae sind stäbchen- oder spiralförmig. Spiralförmig sind z. B. Marinospirillum und Oceanospirillum, Stäbchen findet man z. B. bei Oceanobacter. Die Arten sind mit Flagellen an den Zellenden (polar) begeißelt. Marinospirillum besitzt an beiden Zellpolen mehrere Flagellen, ist also bipolar polytrich begeißelt. Mit nur einem polaren Flagellum (monotroch) begeißelt ist Oceanobacter kriegii (früher als Oceanospirillum kriegii geführt). Die Art Balneatrix alpica ist mit ein bis zwei Geißeln polar begeißelt.

### Wachstum und Stoffwechsel
Alle Arten der Familie sind chemoorgano-heterotroph. Die Arten sind in der Regel aerob und nutzen den Stoffwechselweg der Atmung mit Sauerstoff als terminalen Elektronenakzeptor. Bei der Art Oleispira antarctica erfolgt unter anaeroben Bedingungen, d. h. unter Ausschluss von Sauerstoff, die Nitratatmung. Hierbei dient Nitrat als terminaler Elektronenakzeptor. Bei Neptunomonas wurde auch die Fermentation beobachtet. Die Arten Marinomonas communis und M. vaga nutzen den Entner-Doudoroff-Weg.
Das Enzym Katalase ist bei den meisten Arten vorhanden, es fehlt z. B. bei Arten von Oceaniserpentilla und einigen Stämmen von Marinospirillum. Oxidase ist in der Regel vorhanden, bei einigen Stämmen von Marinomonas fehlt es. Urease ist nur selten vorhanden, z. B. bei verschiedenen Stämmen von Marinomonas und Amphritea. Auch die Hydrolyse von Stärke tritt selten auf, z. B. bei einigen Stämmen von Marinomonas und Reinekea. Einige Arten reduzieren Nitrat zu Nitrit, so z. B. Arten von Oleibacter und die Art Balneatrix alpica.
Viele Gattungen bilden intrazellulär Poly-β-hydroxybuttersäure (PHB), so z. B. Oceanospirillum, Marinospirillum und Pseudospirillum. Beispiele für Arten, die kein PHB bilden sind Marinomonas aquimarina und Arten von Oleispira.
Oceanospirillum kann in älteren Kulturen Mikrozysten („microcysts“) bilden. Hierbei handelt es sich um Überdauerungsformen. Diese Formen haben dünne Zellwände und ähneln Sphäroplasten. Wenn die Mikrozysten wieder in ein neues, frisches Medium mit besseren Nahrungsangebot übertragen werden, keimen einige aus und bilden wieder Spirillen.

### Chemotaxonomische Merkmale
Bei den vorkommenden Quinone überwiegt bei der Mehrheit der Arten das Ubiquinon-8. In einigen Arten kommt auch das Menaquinon-6 vor, allerdings nur in geringen Mengen. Die Phospholipide in der Zellmembran bestehen hauptsächlich aus Phosphatidylethanolamine (PE), Phosphatidylglycerine (PD) und Diphosphatidylglycerine (DPG).

## Systematik
Die Familie Oceanospirillaceae zählt zu der Ordnung Oceanospirillales, welche wiederum zu den Proteobacteria gestellt wird.
Es folgt eine Liste einiger Gattungen:
- Amphritea Gärtner et al. 2008
- Bacterioplanoides Wang et al. 2016
- Bermanella Pinhassi et al. 2009
- Corallomonas Chen et al. 2013
- Litoribrevibacter Li et al. 2015
- Marinomonas van Landschoot und De Ley 1984
- Marinospirillum Satomi et al. 1998
- Neptuniibacter Arahal et al. 2007
- Neptunomonas Hedlund et al. 1999
- Nitrincola Dimitriu et al. 2005
- Oceaniserpentilla Schlösser et al. 2008
- Oceanobacter Satomi et al. 2002
- Oceanospirillum  Hylemon et al. 1973
- Oleibacter Teramoto et al. 2011
- Oleispira Yakimov et al. 2003
- Pseudospirillum Satomi et al. 2002
- Reinekea Romanenko et al. 2004
- Thalassolituus Yakimov et al. 2004

## Ökologie
Die meisten Mitglieder der Familie Oceanospirillaceae kommen in marinen Ökosystemen vor und benötigen Salz (NaCl) für das Wachstum. Die Mehrzahl der Arten sind halophil, benötigen also hohe Salzkonzentrationen. Die früher in dieser Familie geführte Art Balneatrix alpica kommt hingegen im Süßwasser vor und toleriert nur einen Salzgehalt (NaCl) von bis zu 1 %. Im Jahre 2019 wurde sie zu der neu aufgestellten Familie Balneatrichaceae gestellt. Diese Art kann auch krankheitserregend für den Menschen sein. Sie kann Lungenentzündungen und Hirnhautentzündungen verursachen.
Auch kälteliebende (psychrophil) und kältetolerierende (psychrolerante) Arten sind in der Familie vertreten. Die Art Oleispira antarctica ist psychrophil, bestes Wachstum erfolgt bei Temperaturen zwischen 2 und 4 °C. Marinomonas polaris und M. Ushuaiensis wurden in subantarktischen Regionen gefunden. Isolate von M. primoryensis stammen vom Meereseis des Japanischen Meeres. Diese Art ist außerdem halophil und toleriert bis zu 20 % NaCl. Wachstum findet zwischen 4 und 30 Grad statt. Die im Kanadischen Becken des Arktischen Ozean gefundene Art Marinomonas arctica ist psychotolerant und zeigt Wachstum bei Temperaturen zwischen 0 und 37 Grad.
Mehrere Arten von Marinomonas wurden vom Seegras (Posidonia oceanica) im Mittelmeer isoliert. Fundort der Art M. brasiliensis ist die Koralle Mussismilia hispida, M. aquamarina wurde im Mittelmeer in Verbindung mit Austern und aus dem freien Meerwasser isoliert. Die Gattung Marinospirillum enthält 5 Arten (Stand 2. April 2019), alle sind halophil und alkaliphil, benötigen also ein Habitat mit hohen pH und hohen Salzgehalt. Marinospirillum alkaliphilum stammt aus einem Sodasee.
Arten von Neptunomonas können polycyclische aromatische Kohlenwasserstoffe als Kohlenstoff- und Energiequelle nutzen. So kann z. B. die Art N. naphthovorans Naphthalin, ein bicyclischer aromatischer Kohlenwasserstoff, verwerten. Naphthalin kann beim Menschen zu Reizungen der Haut und Dermatitis führen.

Phenanthren

Ein Stamm dieser Art kann auch Phenanthren, ein Aromat das aus drei Benzolringen besteht, abbauen. Oleibacter wurde im indonesischen Meereswasser gefunden und ist zum Abbau von Alkanketten fähig, was das Bakterium für die Beseitigung von Erdölverschmutzungen im tropischen Meer interessant macht. Auch die kälteliebende Art Oleispira antarctica sowie die Art Thalassolituus oleivorans können langkettige Alkane nutzen. Thalassolituus oleivorans nutzt Kohlenstoffketten mit Längen von 7–20 Kohlenstoff-Atomen.
Weitere zum Abbau von Alkanketten fähige Arten, die ebenfalls zu der Ordnung Oceanospirillales gestellt werden, sind: Alcanivorax (zählt zu der Familie Alcanivoracaceae), Cobetia und Halomonas (beide zu den Halomonadaceae) sowie Oleiphilus messinensis (Oleiphilaceae). Alcanivorax spp. und Oleiphilus messinensis sind obligat auf aliphatische Kohlenwasserstoffe angewiesen. Sie gelten als Bioindikatoren für durch Öl verschmutzte Umgebungen und als mögliche aktive Bioremediatoren nach Rohölunfällen. Bakterien, die zum Abbau von langkettigen Kohlenwasserstoffketten fähig sind, bezeichnet man auch als Hydrocarbonoklastische Bakterien.